# Sclerophylax difulvioi
Sclerophylax difulvioi är en potatisväxtart som beskrevs av Del Vitto och Peten. Sclerophylax difulvioi ingår i släktet Sclerophylax och familjen potatisväxter. Inga underarter finns listade i Catalogue of Life.